# All Angels
Le All Angels sono un gruppo musicale britannico, fondato a Londra nel 2006.

## Formazione
Attuale
- Melanie Nakhla
- Charlotte Ritchie
- Daisy Chute
- Rachel Fabri

Ex-componenti
- Laura Wright

## Discografia

### Album in studio
- 2006 - All Angels
- 2007 - Into Paradise
- 2009 - Fly Away

### EP
- 2010 - Starlight

### Singoli
- 2006 - Songbird
- 2006 - Angels
- 2007 - Nothing Compares 2 U

### Partecipazioni
- 2007 - The Number One Classical Album 2008 con il brano Sancte Deus
- 2008 - Tenor at the Movies con il brano Vois sur ton chemin
- 2008 - A New World con il brano Anytime Anywhere